# Platymops setiger
Platymops setiger é uma espécie de morcego da família Molossidae. Pode ser encontrada na Etiópia, Sudão e Quênia. É a única espécie do gênero Platymops. 